# Biblioteca Rossiana
La Biblioteca Rossiana es un conjunto de libros y documentos manuscritos, incunables e impresos formado por el bibliófilo Giovan Francesco de Rossi (1796-1854) y hoy conservado en la Biblioteca Vaticana. 

## Historia
El origen de la colección se encuentra en el progenitor de Giovan Francesco, Giovan Gherardo. Hacia 1842 Giovan Francesco comenzó su actividad bibliófila mediante la adquisición de manuscritos provenientes del Colegio Capranica. 
A la muerte de Giovan Francesco en 1854 la colección fue legada por su viuda a la Compañía de Jesús. En su testamento, Rossi había previsto que la colección pasara al emperador de Austria en caso de supresión de las órdenes religiosas. 
En 1873, tras la supresión de las congregaciones monásticas por el gobierno italiano, la biblioteca sería trasladada al Palazzo Venezia de Roma, sede de la embajada del Imperio austrohúngaro, de acuerdo con las órdenes del emperador Francisco José I a su embajador en Viena, Alexander von Hübner.
El general de los jesuitas, Peter Jan Beckx, se opuso a la medida. Finalmente, en 1877 se llegaría a un acuerdo, se llevaría la colección a Viena, siendo finalmente depositada en la casa profesa de la Compañía en Viena.
En 1911 el erudito austríaco Hans Tietze publicó un catálogo de los manuscritos iluminados de la biblioteca. La catalogación de los manuscritos griegos sería realizada por E. Gollob y la de los incunables por el padre Dichtl, jesuita.
En diciembre de 1921 la biblioteca sería trasladada a Roma, integrándose en la Biblioteca Apostólica Vaticana. En 2014 se publicó la catalogación de sus códices miniados como corolario del trabajo dirigido por Silvia Maddalo y realizado durante 10 años.

## Descripción
La colección se compone de más de 1.000 códices, 2.500 incunables y otros 6.000 libros raros.
Una de las piezas destacadas de la colección es el conocido como Codex Rossi, importante códice manuscrito que contiene música italiana del siglo XIV.

### Individuales
1. 1 2  «De Rossi, Giovanni Francesco». Dizionario Biografico degli Italiani 39. 1991.